# Бермудський ботанічний сад
Бермудський ботанічний сад‎ (англ. Bermuda Botanical Gardens) — ботанічний сад біля міста Гамільтон (округ Пейджет, Бермудські острови). Міжнародний код ботанічного саду BERM.
Ботанічний сад відкритий 365 днів на рік від сходу до заходу сонця. Вхід вільний 362 дня на рік, лише під час проведення щорічної сільськогосподарської виставки в квітні вхід платний. 
Джон Леннон побував у Бермудському ботанічному саду 1980 року і назвав свій альбом 'Double Fantasy' на честь квітки фрезії, яку він тут побачив.
На території ботанічного саду знаходиться Камден, офіційна резиденція прем'єр-міністра Бермудських островів, а також музей мистецтв Бермудських островів.

## Колекції
У ботанічному саду представлені дерева і чагарники, в тому числі фікуси і бамбук, кактуси та інші сукуленти, хвойні дерева, місцеві та ендемічні рослини, папороті, троянди, орхідеї, цибулинні рослини, саговникоподібні, гібіскуси, плюмерії, садові рослини, фруктові дерева, городні та декоративні рослини.

## Галерея

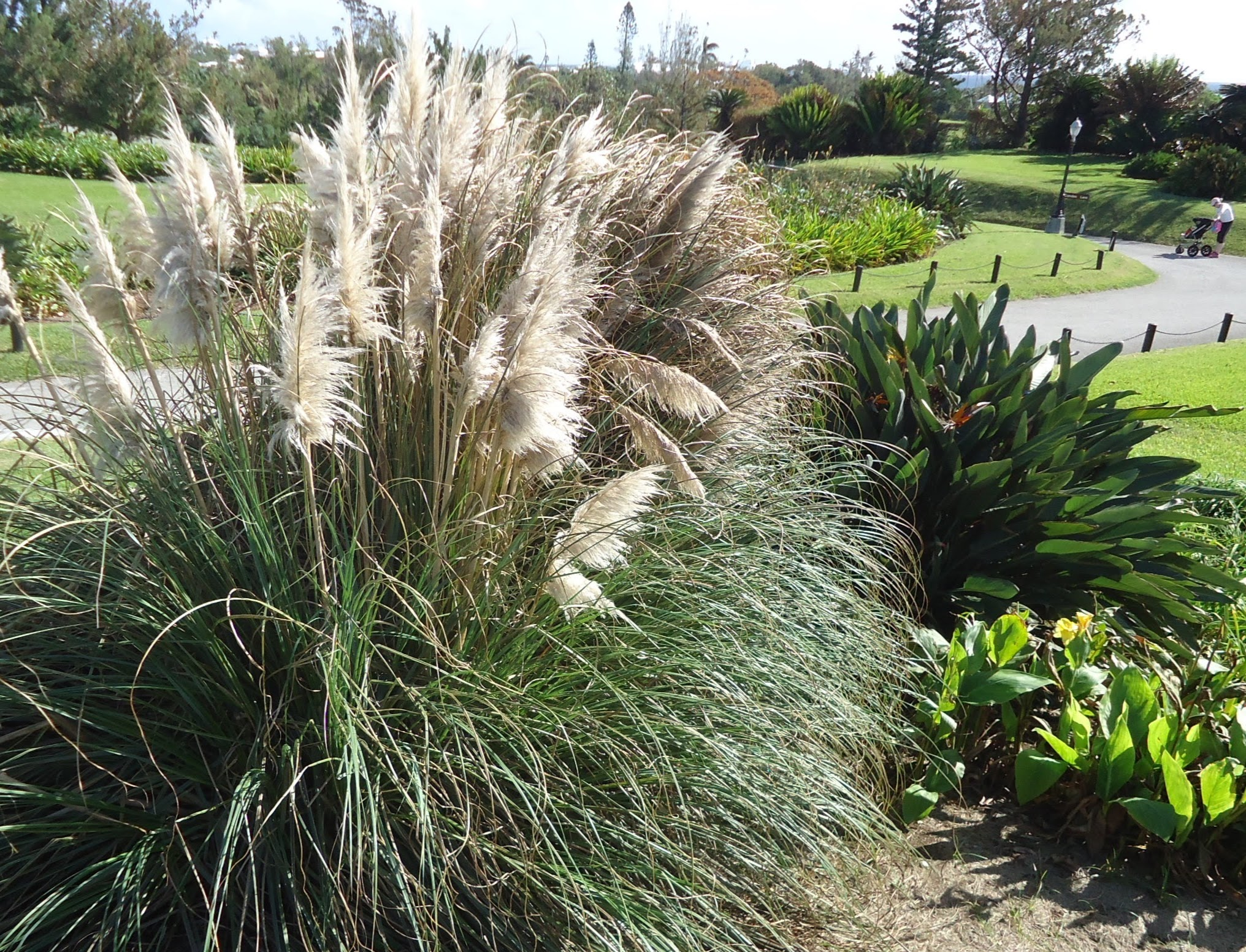
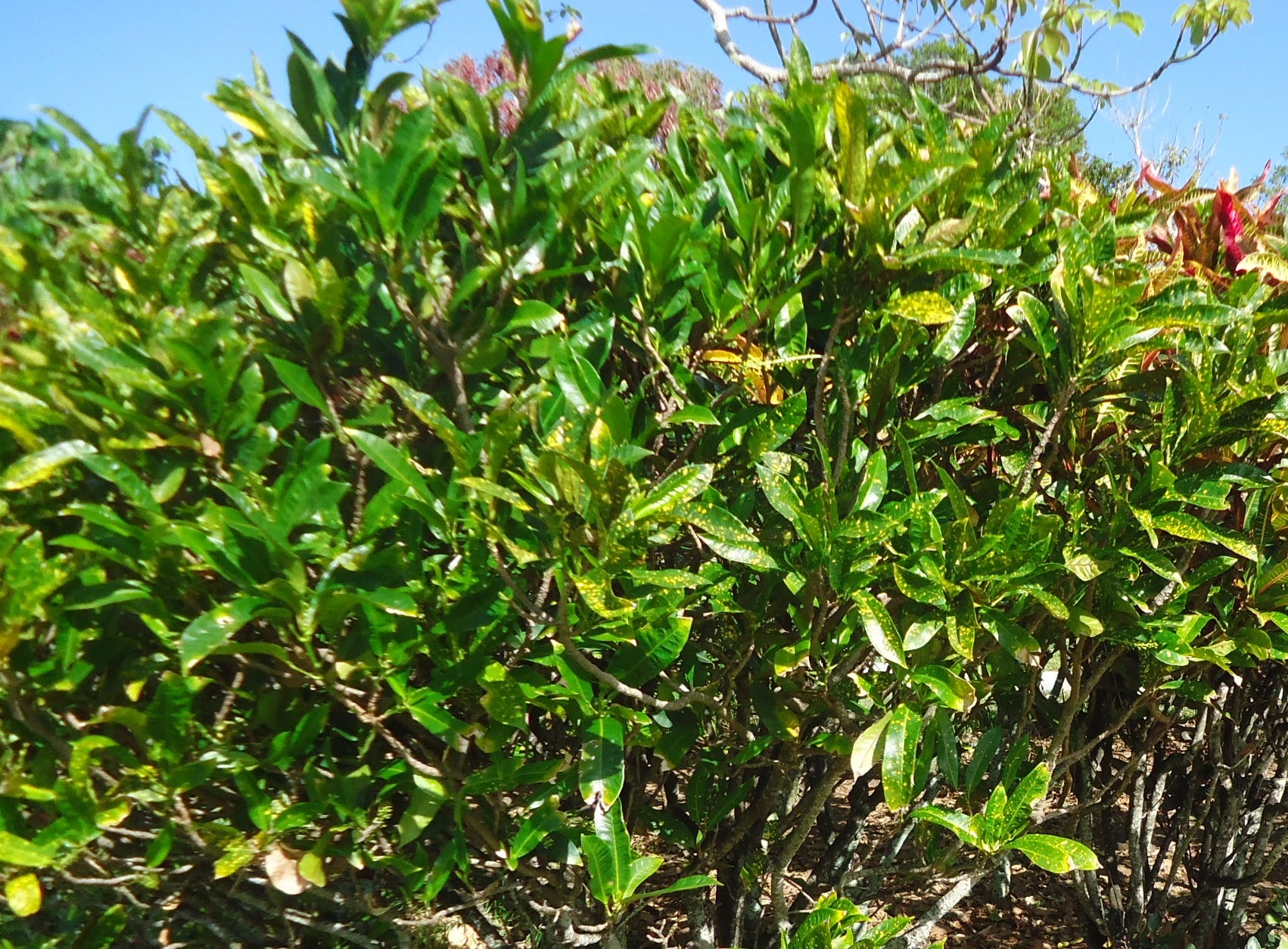
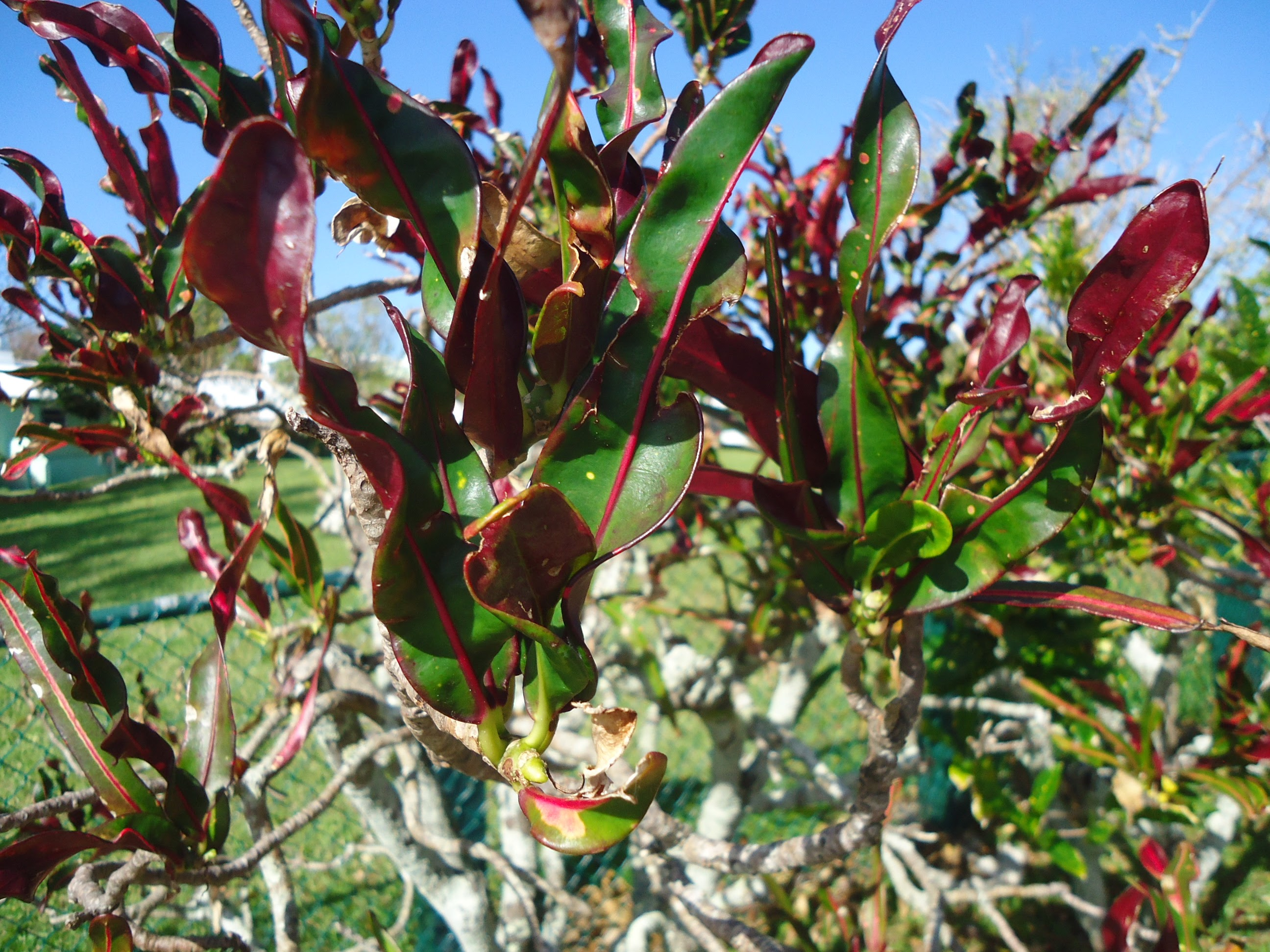
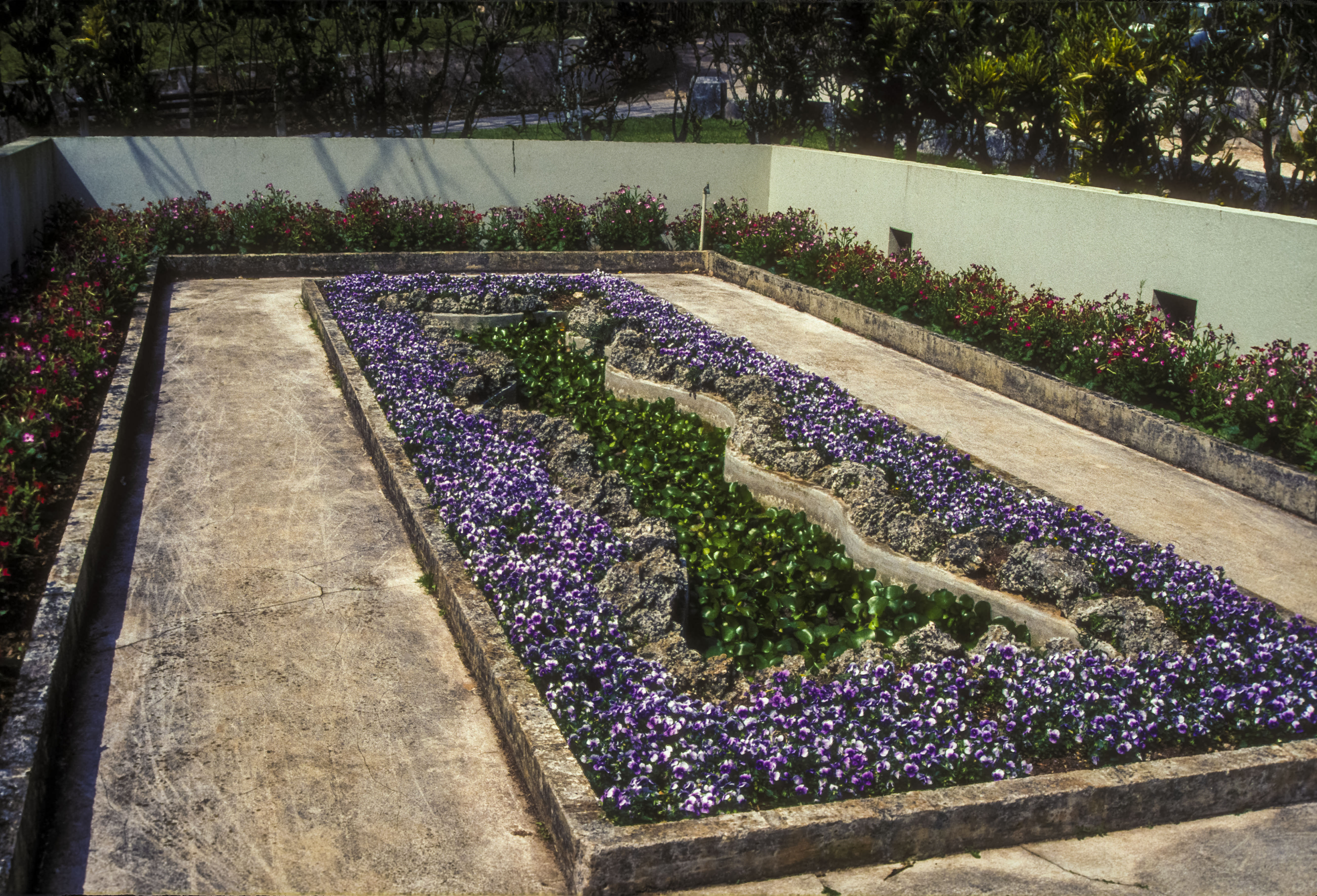